# Marina Hands
Marina Hands sinh ngày 10 tháng 1 năm 1975 tại Paris, là một nữ diễn viên người Pháp, đã đoạt Giải César cho nữ diễn viên chính xuất sắc nhất năm 2007, cho vai diễn trong phim Lady Chatterley.

## Tiểu sử
Hands là con gái của đạo diễn người Anh Terry Hands và nữ diễn viên người Pháp Ludmila Mikaël, cùng là cháu ngoại của họa sĩ Pierre Dmitrienko. Cô học diễn xuất ở Cours Florent và Conservatoire national supérieur d'art dramatique (Trường cao đẳng kịch nghệ quốc gia) tại Pháp, và ở London Academy of Music and Dramatic Art (Học viện Âm nhạc và Kịch nghệ London) tại Anh. Năm 1999, cô bắt đầu diễn kịch trong vở Le bel air de Londres của soạn giả Dion Boucicault, và được đề cử cho giải Molière. Năm 2000, cô bắt đầu diễn xuất trong phim La Fidélité của đạo diễn Andrzej Żuławski, sau đó là các phim The Barbarian Invasions (2003) và Les Âmes grises (2005), phim này mang lại cho cô một đề cử cho giải César cho nữ diễn viên triển vọng. Năm 2006, cô xuất hiện trong phim Ne le dis à personne (Đừng nói điều đó cho ai biết).
Cho tới nay, vai diễn nổi tiếng nhất của cô là vai chính trong phim Lady Chatterley (2006), kịch bản chuyển thể theo tiểu thuyết John Thomas and Lady Jane của D. H. Lawrence. Phim này đã mang lại cho Hands Giải César cho nữ diễn viên chính xuất sắc nhất năm 2007.
Năm 2006, Hands trở thành thành viên trong đoàn kịch của nhà hát Comédie-Française.

## Danh mục phim

### Phim
- 1999: La Fidélité của Andrzej Żuławski, vai Julia
- 2002: Sur le bout des doigts của Yves Angelo, vai Juliette
- 2003: Les Invasions barbares của Denys Arcand, vai Gaëlle
- 2004: Le Temps d'un regard của Ilan Flammer, vai Natalya
- 2005: Les Âmes grises của Yves Angelo, vai Lysia Verhareine
- 2006: Ne le dis à personne của Guillaume Canet, vai Anne Beck
- 2006: Lady Chatterley của Pascale Ferran, vai Constance Chatterley
- 2006: Le Scaphandre et le Papillon của Julian Schnabel, vai Joséphine
- 2009: Story of Jen của François Rotger, vai Sarah
- 2009: Le code a changé của Danièle Thompson, vai Juliette
- 2009: Mères et filles của Julie Lopes-Curval, vai Audrey
- 2010: Une exécution ordinaire của Marc Dugain, vai Ekaterina Guorguievna Gueladzé
- 2010: Ensemble nous allons vivre une très, très grande histoire d'amour của Pascal Thomas

### Phim ngắn
- 1996: Sans regrets de Guillaume Canet
- 2003: À la fenêtre de Marianne Østengen: La fille
- 2004: Mon homme de Stéphanie Tchou-Cotta: Marie

### Truyền hình
- 2001: Un pique-nique chez Osiris de Nina Companeez: Héloïse Ancelin
- 2003: Phèdre de Stéphane Metge: Aricie
- 2007: Lady Chatterley et l'homme des bois de Pascale Ferran: Constance Chatterley

## Kịch
- 1996: Gertrud của Hjalmar Söderberg, do Gérard Desarthe đạo diễn, Théâtre Hébertot
- 1998: Légendes de la forêt viennoise của Ödön von Horváth, do John Bashford đạo diễn
- 1998: Le Marchand de Venise của William Shakespeare, do Penny Cherns đạo diễn, London
- 1998: Les Géants de la montagne của Luigi Pirandello, do Klaus Michael Grüber đạo diễn
- 1998: Mademoiselle Else của Arthur Schnitzler, do Didier Long đạo diễn
- 1998: Le Bel Air de Londres của Dion Boucicault, do Adrian Brine đạo diễn, Théâtre de la Porte Saint-Martin
- 2001: Cyrano de Bergerac của Edmond Rostand, do Jacques Weber đạo diễn
- 2003: Phèdre của Racine, do Patrice Chéreau đạo diễn
- 2004: Richard II của William Shakespeare, do Thierry de Peretti đạo diễn, Théâtre de la Ville
- 2009: Marie Stuart của Schiller, do Terry Hands đạo diễn, Théâtre Clywd
- 2009: Partage de midi của Paul Claudel, do Yves Beaunesne đạo diễn, Théâtre Marigny

Tại nhà hát Comédie-Française (diễn viên có lương cố định 2006-2007):
- 2006: Tête d'or của Paul Claudel, do Anne Delbée đạo diễn, Théâtre du Vieux-Colombier
- 2007: Partage de midi của Paul Claudel, do Yves Beaunesne đạo diễn
- 2007: Le Misanthrope của Molière, do Lukas Hemleb đạo diễn

## Giải thưởng và Đề cử

### Đề cử
- 1999: Đề cử Giải Molière de la révélation théâtrale cho vai diễn trong vở Le Bel Air de Londres
- 2003: Đề cử Giải Molière cho nữ diễn viên phụ xuất sắc nhất và Giải Molière de la révélation théâtrale, vở Phèdre
- 2008: Đề cử Giải Molière cho nữ diễn viên chính xuất sắc nhất, vở Partage de midi

### Giải thưởng
- 2000: Giải diễn xuất ở Liên hoan phim truyền hình Luchon và Liên hoan truyền hình Monte-Carlo, phim TV Un pique-nique chez Osiris
- 2007: Giải César cho nữ diễn viên chính xuất sắc nhất 2007 cho vai chính trong phim Lady Chatterley của Pascale Ferran
- 2007: Giải Liên hoan phim TriBeCa cho nữ diễn viên chính xuất sắc nhất cho phim Lady Chatterley
- 2007: Giải Lumière cho nữ diễn viên chính xuất sắc nhất cho phim Lady Chatterley